# Neolamarckia cadamba
La kadamba (Neolamarckia cadamba (Roxb.) Bosser, 1984) è un albero della famiglia delle Rubiaceae, diffuso in tutto il subcontinente indiano, dal Nepal a Sri Lanka, in Indocina, in Cina meridionale, in Indonesia e in Nuova Guinea. In questo territorio è anche coltivato per scopi ornamentali e per la produzione di legname.

## Descrizione

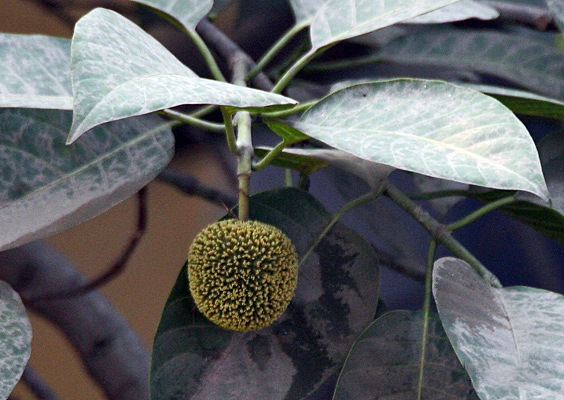
Frutto

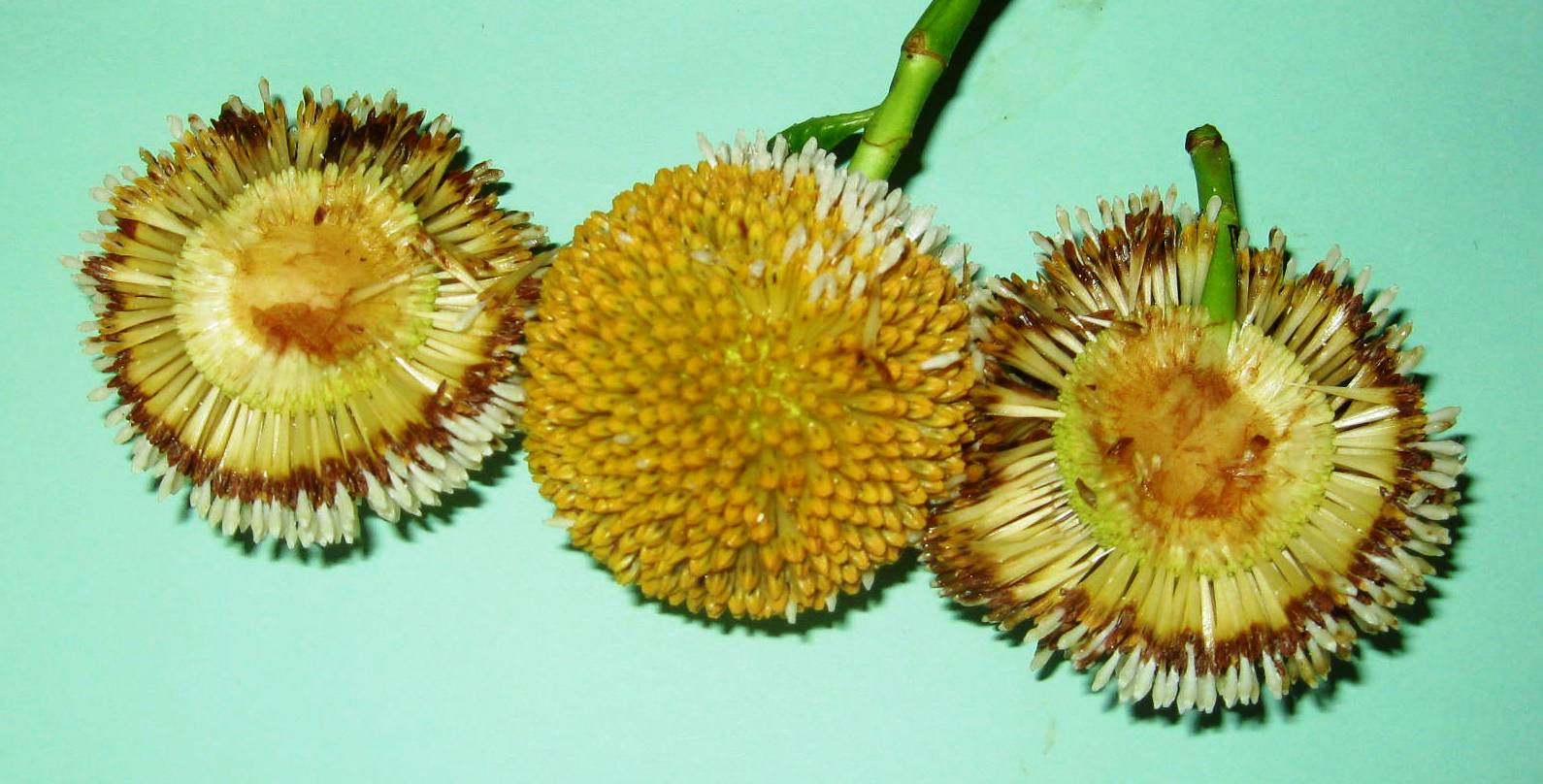
Un kadamba completo con due dimezzati

La kadamba è un grande albero con un'ampia chioma e un tronco cilindrico diritto. Può raggiungere 45 m d'altezza.
Le foglie sono opposte, ovali o ellittiche, piuttosto grandi (tipicamente da 15 a 30 cm di lunghezza).
I fiori, arancioni, rossi o gialli, bisessuali, sono riuniti in infiorescenze terminali, globose.
I frutti sono piccole capsule carnose, riunite insieme a formare un'infruttescenza carnosa, giallo-arancione, comprendente circa 8000 semi. A maturità, il frutto si divide, liberando i semi, che vengono dispersi dal vento o dalla pioggia.

## Mitologia indiana
La kadamba ha un ruolo importante nella mitologia indiana.
Secondo la Grama Paddhati, il dio Shiva e la dea Parvati ebbero un figlio, che fu partorito sotto una kadamba, e Kadamba fu il suo nome. Nell'India meridionale viene considerata "l'albero di Parvati".
D'altra parte, la kadamba è nominata nella Bhāgavata Purāṇa, biografia poetica del dio Krishna, e nell'India settentrionale viene considerata "l'albero di Krishna".
La kadamba compare in un gran numero di episodi mitologici relativi a queste e altre divinità indù.